# 小田栄 (政治家)

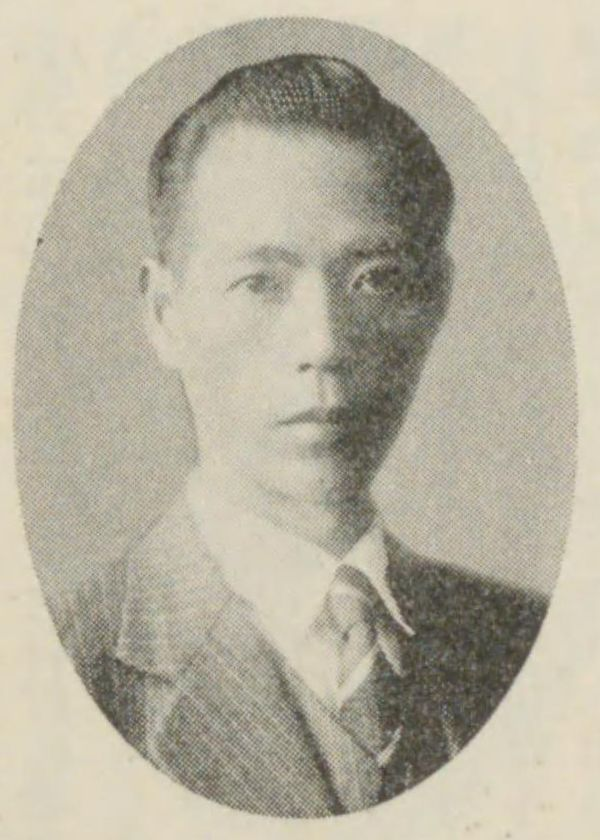
小田栄

小田 栄（小田 榮、おだ さかえ、1904年〈明治37年〉3月24日 - 1994年〈平成6年〉7月11日）は、日本の社会主義者、政治家、ジャーナリスト。衆議院議員。別名・天界。

## 経歴
広島県賀茂郡川尻村（現呉市）で菓子製造業の家に生まれる。父の事業が失敗し、叔父からの勧めで1912年に一家で沖縄に移住。一家で飴屋を始め、小田も行商を行う。1918年、沖縄県立第一中学校に入学。4年次の学芸会で社会批判の演説を行い放校となった。
沖縄出身の先輩、アナキストで労働運動社にいた泉正重を頼り上京。同志と雑誌創刊を計画するも当局に検挙された。1922年、中浜哲、古田大次郎らのギロチン社に加わったが、1923年の関東大震災により沖縄に戻った。
1924年、徴兵検査に合格し、1925年、広島歩兵第11連隊に入隊。この頃、無政府主義から民族的社会主義に転向した。沖縄で1927年から電気料金値下げ運動を弟小田俊与とともに組織し、その機関紙『沖縄民衆新聞』を発行する民衆新聞社を立ち上げるなどして、電気料金の値下げを実現した。1929年、沖縄県会議員に選出され、那覇人力車組合を結成した。
1935年、大阪時事新報に入社し、沖縄支局長、台湾支社長を務めた。1937年4月の第20回衆議院議員総選挙で沖縄県から社会大衆党公認で出馬し次点で落選したが、盛島明長が1938年4月7日、衆議院議員選挙法違反事件で大審院で上告棄却となり長崎控訴院判決が確定して退職したことにより、繰上補充で衆議院議員に就任し一期務めた。その後、戦地慰問や遺族激励などを行い、社会大衆党を離党して皇国日本党を結成し、国家主義的運動を行った。
戦後、GHQから公職追放を受けるも、「小田天界」を名乗り文筆活動を行い、1948年、東京都新宿区にて俊与とともに『全東京新聞』を発刊。追放解除後は政界復帰を目指し選挙に度々立候補したがすべて落選した。1953年の第26回衆議院議員総選挙に旧東京1区から『国気を護る会』を称して立候補するも落選。1955年の第27回衆議院議員総選挙に旧東京1区から『国民党』を称して立候補するも落選。1956年の第4回参議院議員通常選挙に旧全国区から『日本国民党』を称して立候補するも落選（この選挙では俊与も同じ旧全国区から『水爆禁止十字軍』を称し立候補するも落選している）。1960年の第29回衆議院議員総選挙に旧東京1区から『民族社会党』を称して立候補するも落選（この選挙では俊与も同じ旧東京1区から『自由民主党新人連盟』を称して立候補するも落選している）。1971年東京都知事選挙には『天命会』を称して立候補するも落選している。
晩年まで、主宰する全東京新聞にて論評や詩作を続けた。1994年7月11日12時25分、三鷹市の野村病院にて老衰により死去、90歳没。

## 著作
小田栄
- 『戦魂:詩集』日本新国策研究所、1939年。
- 述『石炭配給統制法反対陰謀の魂胆を斬る』〈「戦時内閣を守れ」叢書 第2輯〉日本新国策研究所、1940年。
- 『一億皇民一体戦時内閣を守れ!』皇国日本党宣伝局、1940年。
- 『法悦:詩集』皇国日本新聞社、1940年。

小田天界
- 『天界詩集 第1巻』全東京新聞社、1964年。
- 『天界物語 第1』全東京新聞社、1961年。
- 『天界物語 第2』全東京新聞社、1969年。

## 家族
- 小田俊与　政治運動家　弟
- 小田光仁　『全東京新聞』発行人（二代目小田天界）、全東京新聞社前代表取締役、作詞家（「小田ひかる」名義）、日本歌謡芸術協会理事長　息子
- 小田天児[8]　プロサーファー　息子
- 小田春美　全東京新聞社代表取締役　息女